# آنگلوساکسون

قلمرو پادشاهی آنگلوساکسون‌ها (۶۰۰ سال پس از میلاد مسیح)

نام آنگلوساکسون‌ها (Anglo-Saxons) معمولاً برای اشاره به قبایلی از ژرمن‌ها به‌کار می‌رود که از اوایل سدهٔ ۵ میلادی در جنوب و خاور بریتانیا سکونت داشتند. آن‌ها ملت انگلیس را تشکیل دادند و دورهٔ آن‌ها تا زمان تصرف منطقه به‌دست نورمن‌ها یعنی سال ۱۰۶۶ ادامه یافت.
آنگلوساکسون‌ها از چند قبیله همانند آنگل، ساکسون، واندال‌ها، لمباردها و گوت‌ها تشکیل شده‌بودند. این قبایل اکثراً در انگلستان امروزی در بخش پایین دیوار هادریان ساکن شدند.

## پیشینه
در اوایل سده ۵ ام میلادی سه قبیله ژرمنی از خاک اروپا گذشتند و به سرزمینی وارد شدند که امروزه آن را انگلستان می‌دانند. نام این سه قبیله آنگل‌ها، ساکسون‌ها، و جوت‌ها بود. این قبیله‌ها بنا به خواهش بریتون‌ها به انگلستان رفتند. بریتون‌ها در خود انگلستان زندگی می‌کردند. آن‌ها می‌خواستند با کمک آن سه قبیله، بعضی از قبایل دشمن را که از شمال انگلستان رو به جنوب می‌رفتند از خاک خود بیرون کنند. قبایل ژرمنی، قبایل شمالی را عقب نشاندند. اما عده‌ای از بریتون‌ها را نیز از خاک انگلستان بیرون کردند و برای خود در سرزمین انگلستان پادشاهی‌های کوچک تأسیس کردند. پس از حدود ۳۰۰ یا ۴۰۰ سال، این پادشاهی‌ها به هم پیوستند و یکی شدند. مردم آنجا نیز به نام آنگلوساکسون‌ها معروف شدند.
آنچه که گیلداس راهبه در سده ششم میلادی ذکر کرده است این قبایل با قدرت بیشتری که ساکسون‌ها داشتند با تشکیل یک اتحادیه سبب ایجاد یک اتحاد در میان قبایل مهاجر شدند که این اتحاد سبب دفع حملات مردمان پیکت و گیل به آنان شد. اطلاعات و کنش‌های نخستین مربوط به این قبایل در کتاب تاریخ کلیسای ملت انگلیس آورده شده است که این کتاب در سال ۷۳۱ میلادی توسط سینت بید نگاشته شده است.
زبان این مردم را زبان آنگلوساکسون یا انگلیسی باستان می‌نامند. مشهورترین پادشاه آنگلوساکسون‌ها آلفرد کبیر بود. آخرین پادشاه آنان نیز هارولد دوم بود. ویلیام فاتح در سال ۱۰۶۶ از نورماندی گذشت و هارولد دوم را سخت شکست داد. نبرد آن‌ها به نام نبرد هستینگز معروف شده است. پس از این شکست، مردم نورماندی همان برخورد را با آنگلوساکسون‌ها داشتند که شش سده پیش از آن آنگل‌ها، ساکسون‌ها و جوت‌ها با بریتون‌ها داشتند.
ادبیات در میان آنان بیشتر به شکل اشعار حماسی و معماگونه و بعضاً متن‌ها و برگردان‌های مذهبی بود که از لاتین به انگلیسی کهن ترجمه می‌شد. از مهم‌ترین این آثار می‌توان به شعر حماسی بیوولف، متن مذهبی کدمن هیم و تاریخ کلیسای ملت انگلیس اشاره کرد.